# Byaladakere, Maddur
Byaladakere là một làng thuộc tehsil Maddur, huyện Mandya, bang Karnataka, Ấn Độ.